# Canton d'Istres
Le canton d'Istres est une circonscription électorale française du département des Bouches-du-Rhône.
À la suite du redécoupage cantonal de 2014, le canton est rétabli.

## Histoire
Le canton a été créé en 1801.
À la suite du redécoupage de 1991, le canton un scindé en deux cantons, ceux d'Istres-Nord et d'Istres-Sud.
Un nouveau découpage territorial des Bouches-du-Rhône entre en vigueur à l'occasion des élections départementales de mars 2015, défini par le décret du 27 février 2014, en application des lois du 17 mai 2013 (loi organique 2013-402 et loi 2013-403). Les conseillers départementaux sont, à compter de ces élections, élus au scrutin majoritaire binominal mixte. Les électeurs de chaque canton élisent au Conseil départemental, nouvelle appellation du Conseil général, deux membres de sexe différent, qui se présentent en binôme de candidats. Les conseillers départementaux sont élus pour 6 ans au scrutin binominal majoritaire à deux tours, l'accès au second tour nécessitant 12,5 % des inscrits au 1er tour. En outre la totalité des conseillers départementaux est renouvelée. Ce nouveau mode de scrutin nécessite un redécoupage des cantons dont le nombre est divisé par deux avec arrondi à l'unité impaire supérieure si ce nombre n'est pas entier impair, assorti de conditions de seuils minimaux. Dans les Bouches-du-Rhône, le nombre de cantons passe ainsi de 57 à 29.
Le nouveau canton d'Istres est formé de la commune d'Istres et de communes des anciens cantons d'Istres-Sud (2 communes). Le canton est entièrement inclus dans l'arrondissement de Istres. Le bureau centralisateur est situé à Istres.

## Représentation

### Conseillers généraux de 1833 à 1991
| Période      | Période          | Identité                               | Étiquette        | Qualité |
| ------------ | ---------------- | -------------------------------------- | ---------------- | --- |
| 1833         | 1837 (décès)     | Barthélemy Bérard (1772-1837)          |                  | Fabricant de soude à Marseille |
| 1837         | 1858             | Auguste Prat (1802-1868)               |                  | Ingénieur et directeur de l’usine de produits chimiques de Rassuen Ancien Maire d'Istres (1830-1831) Ancien Sous-Préfet                                                                                         |
| 1858         | 1871             | Antoine Raybaud                        |                  | Avocat général à la Cour d'Aix |
| janvier 1871 | octobre 1871     | Thésée Marie Germain Hallo (1815-1900) | Républicain      | Avoué à Aix, ancien Sous-Préfet de Toulon |
| octobre 1871 | 1876 (démission) | Alexandre Guirand                      | Républicain      | Propriétaire à Miramas |
| 1876         | 1882             | Alfred Fournier                        | Gauche           | Avocat, juge Nommé Président du Conseil de Préfecture de la Seine |
| 1882         | 1900 (décès)     | Calixte Aillaud                        | Républicain Rad. | Notaire - Conseiller municipal d'Istres |
| 1901         | 1911 (démission) | Albert David                           | SFIO             | Maire d'Istres (1908-1912 et 1919-1921) |
| 1911         | 1940             | Félix Gouin                            | SFIO             | Avocat Maire d'Istres (1922-1959) Député (1924-1942) |
|              |                  |                                        |                  | |
| 1943         | 1945             | Lucien Bégou                           |                  | Lieutenant-colonel, adjoint au maire d'Istres, puis maire de 1943 à 1944 Nommé conseiller départemental en 1943                                                                                                 |
|              |                  |                                        |                  | |
| 1945         | 1958             | Félix Gouin                            | SFIO             | Avocat Maire d'Istres (1922-1959) Député (1924-1942 et 1945-1958) Président du Conseil général (1945-1953) Président de l'Assemblée Nationale (nov. 1945-janv. 1946) Chef du Gouvernement (janvier à juin 1946) |
| 1958         | 1964             | Raymond Filippi                        | SFIO             | Avocat Maire d'Istres (1959-1965) |
| 1964         | 1976             | Louis Porte                            | PCF              | Ouvrier poudrier Maire de Saint-Chamas |
| 1976         | 1982             | Claude Rossi                           | PCF              | Professeur de sciences naturelles Maire de Fos-sur-Mer (1983-1991) |
| 1982         | 1988             | Jacques Siffre                         | PS               | Chirurgien-ophtalmologue Maire d'Istres de 1977 à 1998 Député de 1986 à 1988 |
| 1988         | 1991             | Bernardin Laugier                      | PS               | Ingénieur retraité Adjoint au maire d'Istres |

### Conseillers d'arrondissement (de 1833 à 1940)
Le canton d'Istres appartenait à l'arrondissement d'Aix-en-Provence.
| Période                                  | Période      | Identité                             | Étiquette   | Qualité |
| ---------------------------------------- | ------------ | ------------------------------------ | ----------- | --- |
| 1833                                     | 1842         | Paul Marc Joseph Lavison (1783-1855) |             | Ancien officier de gendarmerie à Aix                                                                                |
|                                          |              |                                      |             | |
| 1852                                     |              | Camille Reguis (1828-1907)           |             | Notaire à Saint-Chamas                                                                                              |
|                                          |              |                                      |             | |
|                                          | 1871         | François-Léon Combes                 |             | Propriétaire à Marseille, avoué à Aix                                                                               |
| 1871                                     | 1874         | Maurice-Bienvenu Giraud (1804-1879)  | Républicain | Propriétaire, fabricant d'huiles, ancien maire d'Istres (1848-1852)                                                 |
| 1874                                     | 1880         | Eugène Terras (1842-1904)            |             | Médecin vétérinaire, maire d'Istres (1878-1879), nommé inspecteur-vétérinaire des bestiaux à Vintimille en 1878     |
| Fev. 1880                                | 1886         | M. Hermitte                          | Droite      | |
| 1886                                     | 1904         | Rémy Delieu                          | Républicain | Ancien maire de Saint-Chamas                                                                                        |
| 1904                                     | 1915 (décès) | Marius Sarnègue                      | Socialiste  | Maire de Saint-Chamas (1885-1915)                                                                                   |
| 1915                                     | 1919         | siège vacant                         |             | |
| 1919                                     | 1931 (décès) | Victor Ferrier (1867-1931)           | SFIO        | Instituteur puis directeur d'école publique à Marseille, conseiller municipal puis adjoint au maire de Saint-Chamas |
| 1932                                     | 1940         | Marceau Gauthier (1887-1962)         | SFIO        | Ouvrier tonnelier, maire de Saint-Chamas (1926-1941 et 1944-1949)                                                   |
| 1940                                     |              |                                      |             | Les conseils d'arrondissement ont été suspendus par la loi du 12 octobre 1940 et n'ont jamais été réactivés         |
| Les données manquantes sont à compléter. |              |                                      |             | |

### Conseillers départementaux depuis 2015
| Période élective | Période élective | Mandat | Mandat            | Identité      | Nuance | Nuance | Qualité                                                                                             |
| ---------------- | ---------------- | ------ | ----------------- | ------------- | ------ | ------ | --------------------------------------------------------------------------------------------------- |
| 2015             | 2021             | 2015   | 2021              | Nicole Joulia |        | PS     | Première adjointe au maire d'Istres Ancienne maire d'Istres (2006-2008)                             |
| 2015             | 2021             | 2015   | 2021              | René Raimondi |        | PS     | Cadre Maire de Fos-sur-Mer (2004-2018) Ancien conseiller général du canton d'Istres-Sud (2008-2015) |
| 2021             | 2028             | 2021   | en cours          | Nicole Joulia |        | DVG    | Conseillère sortante, 13ème Vice-Présidente du conseil départemental                                |
| 2021             | 2028             | 2021   | 12 septembre 2022 | Jean Hetsch   |        | DVG    | Maire de Fos-sur-Mer (2018-2022)                                                                    |
| 2021             | 2028             | 2022   | en cours          | Vincent Goyet |        | DVD    | Cadre, maire de Saint-Mitre-les-Remparts                                                            |

### Résultats détaillés

#### Élections de mars 2015
À l'issue du 1er tour des élections départementales de 2015, deux binômes sont en ballottage : Nicole Joulia et René Raimondi (PS, 39,08 %) et Véronique Iorio et Adrien Mexis (FN, 38,31 %). Le taux de participation est de 53,33 % (25 148 votants sur 47 156 inscrits) contre 48,55 % au niveau départemental et 50,17 % au niveau national.
Au second tour, Nicole Joulia et René Raimondi (PS) sont élus avec 56,11 % des suffrages exprimés et un taux de participation de 59,36 % (14 633 voix pour 27 991 votants et 47 158 inscrits).

#### Élections de juin 2021
Le premier tour des élections départementales de 2021 est marqué par un très faible taux de participation (33,26 % au niveau national). Dans le canton d'Istres, ce taux de participation est de 36,3 % (17 379 votants sur 47 871 inscrits) contre 32,44 % au niveau départemental. À l'issue de ce premier tour, deux binômes sont en ballottage : Jean Hetsch et Nicole Joulia (DVG, 49,97 %) et Sandrine Lambert et Valentin Rebuffat (RN, 30,12 %).
Le second tour des élections est marqué une nouvelle fois par une abstention massive équivalente au premier tour. Les taux de participation sont de 34,3 % au niveau national, 35,52 % dans le département et 39,68 % dans le canton d'Istres. Jean Hetsch et Nicole Joulia (DVG) sont élus avec 65,96 % des suffrages exprimés (11 951 voix pour 18 998 votants et 47 879 inscrits),,. 

## Composition

### Composition depuis 2015
Le canton d'Istres est composé de trois communes entières.
| Nom                            | Code Insee | Intercommunalité                   | Superficie (km2) | Population (dernière pop. légale) | Densité (hab./km2) | Modifier                                    |
| ------------------------------ | ---------- | ---------------------------------- | ---------------- | --------------------------------- | ------------------ | ------------------------------------------- |
| Istres (bureau centralisateur) | 13047      | Métropole d'Aix-Marseille-Provence | 113,73           | 44 044 (2022)                     | 387                | modifier les données · modifier les données |
| Fos-sur-Mer                    | 13039      | Métropole d'Aix-Marseille-Provence | 92,31            | 15 694 (2022)                     | 170                | modifier les données · modifier les données |
| Saint-Mitre-les-Remparts       | 13098      | Métropole d'Aix-Marseille-Provence | 21,02            | 5 996 (2022)                      | 285                | modifier les données · modifier les données |
| Canton d'Istres                | 1310       |                                    | 227,06           | 65 734 (2022)                     | 290                | modifier les données                        |

## Démographie

### Démographie depuis 2015
En 2022, le canton comptait 65 734 habitants, en évolution de +2,06 % par rapport à 2016 (Bouches-du-Rhône : +2,48 %, France hors Mayotte : +2,11 %).
| 2013   | 2018   | 2022   |
| ------ | ------ | ------ |
| 64 621 | 64 813 | 65 734 |